# بوجانووتسی
بوجانووتسی (به صربی: Buđanovci) یک روستا در صربستان است که در Ruma municipality واقع شده‌است.